# توافق سری برای سرنگونی شوگون‌سالاری
توافق سری برای سرنگونی شوگون‌سالاری (به ژاپنی: 薩土密約（さっとみつやく/さつどみつやく)،
اتحاد ساتسوما-توسا یا توافق سری ساتسوما و توسا توافقی برای سرنگونی شوگون‌سالاری با توسل به زور است که در ۲۳ ماه ششم قمری ۱۸۶۷ (۲۱ مه ۱۸۶۷ میلادی) در اقامتگاه کوماتسو سیرن (اقامتگاه اوهاناباتاکه) در کیوتو توسط سایگو تاکاموری، یوشیئی توموزانه ja:吉井友実 ] از قلمرو ساتسوما و ایتاگاکی تایسوکه، تانی تاته‌کی و موری یوشیموری ja:毛利吉盛 از قلمرو توسا، با میانجیگری ناکائوکا شینتارو منعقد شد.
اتحاد ساتسوما-چوشو نیز سال قبل در همان مکان منعقد شده بود.

## پیمان ساتسودو
اتحاد ساتسوما-توسا (ساتسوما میاکو یا میاکو ساتسوما-توسا) - ماهیت متفاوتی دارد - پیمانی برای یک حکومت مردمی پس از احیای حکومت امپراتوری، که در ۲۳ ماه هفتم قمری ۱۸۶۷ (۲۲ ژوئن ۱۸۶۷ میلادی) در رستوران یوشیدایا در سانبونگی (میکی)، کیوتو، با میانجیگری ساکاموتو ریوما، بین سایگو تاکاموری، کوماتسو کیوتاکا و اوکوبو توشیمیچی از قلمرو ساتسوما و گوتو شوجیرو، ترامورا میچی‌ناری، مانابه سیشین و فوکوئوکا تاکاچیکا از قلمرو توسا منعقد شد. این پیمان نیز همچنین اتحاد ساتسوما-توسا نامیده می‌شود.

## حوادث بعدی
در اکتبر ۱۸۶۷ (کیئو ۳) بود که ماسومیتسو کیونوسوکه، ایموتا شوهی و سامورایی شیموسا، ساگارا سوزو، به دستور مخفی سایگو تاکاموری وارد اقامتگاه ارشد خاندان ساتسوما در میتا شدند (اگرچه نظریه‌ای نیز وجود دارد که ساگارا قبل از آن آنجا بوده است). آنها توسط سایگو تاکاموری در کیوتو دستور داشتند تا در ادو و منطقه کانتو هرج و مرج ایجاد کنند. با بازگشت قدرت به امپراتور توسط پانزدهمین شوگون، توکوگاوا یوشینوبو، ساتسوما توجیه خود را برای برنامه‌ریزی برای سرنگونی شوگون‌سالاری با زور از دست داد، بنابراین آنها نقشه کشیدند تا شوگون‌سالاری را تحریک کرده و آنها را به آغاز جنگ وادارند.
ساگارا سوزو، که در میان جناح سوننو-جوئی در منطقه کانتو مشهور بود، برای جذب روشی فراخوان داد و ۵۰۰ نفر جمع شدند. برخی از آنها آرزوهای بلندی داشتند، اما اراذل و اوباش و قمارباز نیز در میان آنها بودند که آنها را به گروهی واقعاً مختلط تبدیل می‌کرد. آنها در ساختمان مدرسه‌ای به نام کیوگوشو در داخل عمارت مستقر بودند، بنابراین به آنها «کیگوشو تونشوتای» نیز می‌گفتند. هدف ظاهری از جمع‌آوری روشی، محافظت از تنشو-این (آتسوهیمه) از اهالی ساتسوما بود که با سیزدهمین شوگون، توکوگاوا ایه‌سادا ازدواج کرده بود و اکنون بیوه شده بود.
برخی از روشی‌های جمع‌آوری‌شده، ارتش‌هایی را در مکان‌های مختلف منطقه کانتو، مانند ایزورو-سان (استان توچیگی) تشکیل دادند، اما این ارتش‌ها بدون دستیابی به موفقیت چندانی سرکوب شدند. با این حال، از آنجایی که هدف تحریک شوگون‌سالاری و تشویق آنها به جنگ بود، برد یا باخت در درجه دوم اهمیت قرار داشت.
از سوی دیگر، روشی‌ها در ادو به فروشگاه‌های بازرگانان ثروتمند حمله کرده و مرتکب سرقت می‌شدند و ادعا می‌کردند که این کار را برای جمع‌آوری پول برای وفاداری خود به امپراتور انجام می‌دهند و همچنین مرتکب قتل‌های خیابانی و آتش‌سوزی می‌شدند که باعث وخامت شدید نظم عمومی در ادو شد. آنها مورد ترس بودند و «ساتسوما گویوتو» نامیده می‌شدند. با این حال، آنها نیز قوانینی داشتند و اهداف آنها محدود به بازرگانانی بود که به شوگون‌سالاری کمک می‌کردند، سازمان‌های پلیسی که مانع فعالیت‌های رونین‌ها می‌شدند و بازرگانان. اگرچه این یک استدلال خودخواهانه بود، اما آنها هدفی عادلانه برای نابودی دشمنان جنبش سوننو جوئی داشتند.
قلمرو شونای که به دستور شوگون‌سالاری مسئول محافظت از شهر ادو بود، می‌دانست که پایگاه رونین‌ها محل سکونت بالایی قلمرو ساتسوما است، اما قادر به دستیابی به شواهد محکمی نبود. علاوه بر این، نظرات در داخل شوگون‌سالاری متفاوت بود، به طوری که اوگوری تاداماسا خواستار نابودی شدید رونین‌ها بود، در حالی که کاتسو کایشو با آن مخالفت کرد و گفت که این کار زودهنگام است. با این حال، تحریک‌های رونین‌ها افزایش یافت و در شب ۲۳ دسامبر، یک حادثه تیراندازی در پادگان قلمرو شونای در میتا رخ داد. در همان روز، دومین دیوار قلعه ادو به آتش کشیده شد و شایعه شد که ایموتا مسئول این حادثه است.

## حادثه آتش‌زدن عمارت اربابی قلمرو ساتسوما در ادو
سرانجام، شوگون‌سالاری که دیگر نمی‌توانست تحمل کند، تصمیم گرفت یاغیان را در اقامتگاه بالایی قلمرو ساتسوما مجازات کند. نیروهایی که برای سرکوب آنها دستور داده شده بودند، نیروی اصلی قلمرو شونای و همچنین قلمروهای کامینویاما، سابائه و ایواتسوکی بودند. آنها در سپیده دم روز ۲۵، اقامتگاه ساتسوما و قلمرو شاخه همسایه، سادوارا، را محاصره کردند. سربازان شوگون‌سالاری آموزش دیده در فرانسه و نیروهای نظامی از سایر قلمروها نیز همکاری کردند.
آبه توزو از قلمرو شونای به اقامتگاه ساتسوما رفت و از شینوزاکی هیکوجورو، سرایدار اقامتگاه، خواست تا یاغیان را تحویل دهد. با این حال، طرف ساتسوما موافقت نکرد و مذاکره شکست خورد. شینوزاکی، آبه را که قصد داشت با عصبانیت آنجا را ترک کند، تعقیب کرد. همین که شینوزاکی از دروازه کناری بیرون آمد، با نیزه به سینه‌اش ضربه زد و او را کشت. این باعث حمله شد و سربازان شونای که منتظر بودند، اقامتگاه را با آتش سنگین توپخانه بمباران کردند و سپس به آنجا حمله کردند. گفته می‌شود که در آن زمان فقط حدود ۲۰۰ نفر در اقامتگاه بودند، در حالی که تعداد مهاجمان بیش از ۲۰۰۰ نفر بود. اهالی ساتسوما نمی‌توانستند با نیرویی که یک دهم آنها بود رقابت کنند و حدود ۵۰ نفر از آنها کشته شدند.
بقایای قربانیان ساتسوما برای مدتی رها شد، اما بعداً بسیاری از آنها در معبد دایئن (بخش سوگینامی) ja:大円寺 (杉並区)، که ابتدا در میتا-میناتو، توکیو قرار داشت،  در نزدیکی اقامتگاه، دفن شدند. این گورستان در اکتبر ۱۹۰۸ (۴۱ میجی) به مکان فعلی خود (سوگینامی-کو، توکیو) منتقل شد.